# Јерменија на Зимским олимпијским играма 2010.
Јерменији је ово било пето учешће на Зимским олимпијским играма. На Олимпијским играма 2010., у Ванкуверу, Британска Колумбија у Канади учествовали су са 4 учесника (2 мушкараца и 2 жене), који су се такмичили у два спорта.
На свечаном отварању заставу Јерменије носио је аплски скијаш Арсен Нерсисјан.

## Учесници по спортовима
| Спорт             | Мушкарци | Жене | Укупно |
| ----------------- | -------- | ---- | ------ |
| Алпско скијање    | 1        | 1    | 2      |
| Нордијско скијање | 1        | 1    | 2      |
| Укупно(2)         | 2        | 2    | 4      |

## Алпско скијање

### Жене
| Такмичар   | Дисциплина    | Резултати        | Резултати        | Резултати           |
| Такмичар   | Дисциплина    | Укупно           | Заостатак        | Пласман/ук. (учес.) |
| ---------- | ------------- | ---------------- | ---------------- | ------------------- |
|            | Слалом        | Дисквалификована | Дисквалификована | Дисквалификована    |
| Велеслалом | Није завршила | Није завршила    | Није завршила    |                     |

### Мушкарци
| Такмичар        | Дисциплина | Резултати       | Резултати       | Резултати           |
| Такмичар        | Дисциплина | Укупно          | Заостатак       | Пласман/ук. (учес.) |
| --------------- | ---------- | --------------- | --------------- | ------------------- |
| Арсен Нерсисјан | Слалом     | Дисквалификован | Дисквалификован | Дисквалификован     |
| Арсен Нерсисјан | Велеслалом | Није завршио    | Није завршио    | Није завршио        |

## Нордијско скијање

### Жене
| Такмичарка | Дисциплина     | Финале  | Финале       |
| Такмичарка | Дисциплина     | Време   | Место/учес.  |
| ---------- | -------------- | ------- | ------------ |
|            | 10 км слободно | 34:17,5 | 76 / 78 (78) |

### Мушкарци
| Такмичар | Дисциплина     | Финале  | Финале       |
| Такмичар | Дисциплина     | Време   | Место/учес.  |
| -------- | -------------- | ------- | ------------ |
|          | 15 км слободно | 37:58,9 | 70 / 95 (96) |